# Eric Damböck
Eric Damböck (Viena, 6 de septiembre de 1999) es un jugador de balonmano austriaco que juega de extremo izquierdo en el HSC Kreuzlingen. Es internacional con la selección de balonmano de Austria.
Su primer campeonato con la selección fue el Campeonato Europeo de Balonmano Masculino de 2022.

## Palmarés

### Fivers Margareten
- Liga de Austria de balonmano (1): 2018
- Copa de Austria de balonmano (2): 2017, 2021

## Clubes
| Club              | País    | Año         |
| ----------------- | ------- | ----------- |
| Fivers Margareten | Austria | 2016 - 2024 |
| HSC Kreuzlingen   | Suiza   | 2024 - Act. |